# 1875 aux échecs
| Années des échecs : 1872 - 1873 - 1874 - 1875 - 1876 - 1877 - 1878    |
| Décennies des échecs : 1840 - 1850 - 1860 - 1870 - 1880 - 1890 - 1900 |

Cet article présente les faits marquants de l'année 1875 aux échecs.

## Championnats nationaux
- Empire allemand, MDSB : Adolf Anderssen remporte la première édition du championnat de la MDSB  (fédération d'échecs de l'Allemagne centrale, ou Mitteldeutscher Schachbund).
- Canada : George Jackson remporte le championnat[1].

## Naissances
- Heinrich Wolf

## Nécrologie
- 9 février : Cecil de Vere
- 11 mai : Napoleon Marache (en)
- 20 novembre : Frederick Deacon
- 25 décembre : John Schulten